# Elliot Parish
Elliot Parish (ur. 20 maja 1990 w Northampton) – angielski piłkarz występujący na pozycji bramkarza w Bristol City.

## Kariera klubowa
Od sezonu 2006/2007 Parish gra w juniorskich zespołach Aston Villi. Od grudnia 2007 roku był podstawowym zawodnikiem drużyny do lat 18, z którą wygrał rozgrywki Academy Premier League oraz doszedł do półfinału FA Youth Cup. W 2008 roku włączony został do pierwszego zespołu. Nie zadebiutował jednak w nim.

## Kariera reprezentacyjna
W 2009 roku Parish wystąpił wraz z reprezentacją Anglii U-20 na Mistrzostwach Świata. Rozegrał na tym turnieju trzy spotkania.